# Gastrodia exilis
Gastrodia exilis är en orkidéart som beskrevs av Joseph Dalton Hooker. Gastrodia exilis ingår i släktet Gastrodia och familjen orkidéer. Inga underarter finns listade i Catalogue of Life.